# Lupulești, Alba
Lupulești este un sat în comuna Bucium din județul Alba, Transilvania, România.